# Коромани
Коромани (итал. Golzana) је насељено место у саставу општине Барбан у Истарској жупанији, Хрватска. До територијалне реорганизације у Хрватској налазили су се у саставу старе општине Пула.

## Становништво
Према последњем попису становништва из 2011. године у насељу Коромани живела су 52 становника.
| година пописа  | 1857 | 1869 | 1880 | 1890 | 1900 | 1910 | 1921 | 1931 | 1948 | 1953 | 1961 | 1971 | 1981 | 1991 | 2001 | 2011 |
| бр. становника | 0    | 0    | 35   | 49   | 68   | 51   | 0    | 0    | 93   | 90   | 78   | 69   | 83   | 46   | 64   | 52   |

Напомена:У пописима 1857. 1869. 1921, и 1931. подаци су садржани у насељу Прхати, као и део података у 1880. и 1910. Од 1880. и 1910. и у 1948. означено као део насеља